# 五明 (ときがわ町)
五明（ごみょう）は、埼玉県比企郡ときがわ町の大字。旧比企郡五明村。2011年1月1日現在の人口は1041人。郵便番号は355-0343。

## 地理
ときがわ町北部、旧玉川村西部に位置する。北で小川町下里、北東で田黒、東で玉川、南で本郷、西で日影と隣接する。南部および北部は外秩父山地の尾根にあたり、中央部を東流する都幾川の支流雀川に沿って谷底平地が開け、人家が散在している。小字には中野・中ノ原・田中・堂ノ口・川原・比良などが挙げられる。また行政区として五明1区から五明4区に分けられている。

### 河川
- 雀川
- 萬開沢
- 赤坂沢

### 山岳
- 物見山

## 歴史
地内には縄文期の中野原遺跡・栗ヶ谷戸遺跡が見られ、縄文期より定住のあったことがわかる。室町期の創建とされる円通寺も見られる。
江戸期初めには天領、慶安2年（1649年）に一部が円通寺領、明和元年（1764年）より天領分が三卿・清水家領となり、寛政7年（1796年）に天領に復した。文政8年（1825年）に再び清水家領になったが、安政2年（1855年）に天領に復している。村高は『武蔵田園簿』によれば246石余、他に紙舟役永750文、『元禄郷帳』では304石余、『天保郷帳』では301石余。文政10年（1827年）に指定された関東取締出役支配下の組合村においては近隣の村々とともに玉川寄場組合に属した。用水は天水を貯めて灌漑を行っていた。また、和紙・小川紙の産地としても知られた。
1889年（明治22年）の町村制施行により、玉川郷・田黒村・日影村と合併し、五明村は玉川村の大字となった。さらに2006年（平成18年）玉川村の都幾川村との新設合併により、ときがわ町の大字となった。

### 地名の由来
『新編武蔵風土記稿』によれば「村の形が扇に似ているのでかく呼べりと言えども、恐らく文字によって牽強せし説なるべし」とあり、三皇五帝のひとり舜が作ったとされる五明扇を源とする扇の異称からきたという説が唱えられているものの、村名ができた後に由来を唱えたのではないかという強い疑いが抱かれている。

### 沿革
- 江戸時代初期 - 比企郡五明村が天領となる。
- 1649年（慶安2年） - 一部（5石余）が円通寺領となる。
- 1764年（明和元年） - 天領分が清水家領となる[11]。
- 1795年（寛政7年） - 清水家領が天領に復する[11]。
- 1825年（文政8年） - 天領分が再び清水家領となる。
- 1855年（安政2年） - 再度天領に復する。
- 1827年（文政10年） - 玉川寄場組合に属する。
- 1868年（慶応4年） - 武蔵知県事・山田政則（忍藩士）の管轄となる。
- 1869年（明治2年）1月13日 - 品川県に所属、同年4月に韮山県に移管される。
- 1871年（明治4年） - 第1次府県統合により、入間県に所属、入間県比企郡五明村となる。
- 1872年（明治5年） - 大区小区制の施行により第五大区第八小区の所属となる。
- 1873年（明治6年） - 入間県が群馬県（第1期）と合併し、熊谷県の管轄となり、南第五大区第八小区の所属となる。
- 1876年（明治9年） - 第2次府県統合により、埼玉県の管轄となる。
- 1879年（明治12年） - 郡区町村編制法により大区小区が廃止され、比企郡の所属となる。
- 1884年（明治17年） - 連合戸長役場制の実施により玉川郷・田黒村・日影村と連合して玉川郷連合戸長役場を設置。
- 1889年（明治22年） - 町村制の施行により五明村が玉川郷・田黒村・日影村と合併、比企郡玉川村大字五明となる。
- 2006年（平成18年） - 玉川村の都幾川村との合併により、ときがわ町の大字となる。

## 世帯数と人口
2015年（平成27年）10月1日現在の世帯数と人口は以下の通りである。
| 大字 | 世帯数  | 人口  |
| ---- | ------- | ----- |
| 五明 | 311世帯 | 970人 |

## 小・中学校の学区
町立小・中学校に通う場合、学区は以下の通りとなる。
| 番地 | 小学校                 | 中学校                 |
| ---- | ---------------------- | ---------------------- |
| 全域 | ときがわ町立玉川小学校 | ときがわ町立玉川中学校 |

## 交通

### 鉄道
JR東日本八高線が地内西側を南北に蛇行して通るが、駅は置かれていない。最寄駅は明覚駅になる。

### バス
- ときがわ町バス
- イーグルバス

### 道路
- 埼玉県道30号飯能寄居線
- 埼玉県道171号ときがわ坂戸線

## 施設
- 玉川公民館五明第一分館
- 六区文化会館
- 五明地域運動場
- 玉川カントリークラブ - ゴルフ場。敷地の北西の一部が五明地内になる。
- ときがわ町五明増圧所
- 円通寺 - 曹洞宗の寺院[5]。かつては天台宗の寺院だったが、慶長年間の中興の際に改宗した[5]。
- 十王堂
- 白石神社